# Cypraea pantherina
Cypraea pantherina är en havslevande snäckart inom familjen porslinssnäckor. Snäckan blir omkring 3,7-11,8 cm lång. Den finns i Röda havet och Adenviken.

## Utseende
Övergripande mörk/mellanbrun färg runt hela snäckskalen med svarta prickar. Vitfärgad botten. 
Det finns olika former eller varianter med olika utseende på skalet.